# Ichok
Ichok (nep. इचोक) – gaun wikas samiti w środkowej części Nepalu  w strefie Bagmati w dystrykcie Sindhupalchowk. Według nepalskiego spisu powszechnego z 2001 roku liczył on 1173 gospodarstw domowych i 5848 mieszkańców (2967 kobiet i 2881 mężczyzn).